# Iwan Fedorow

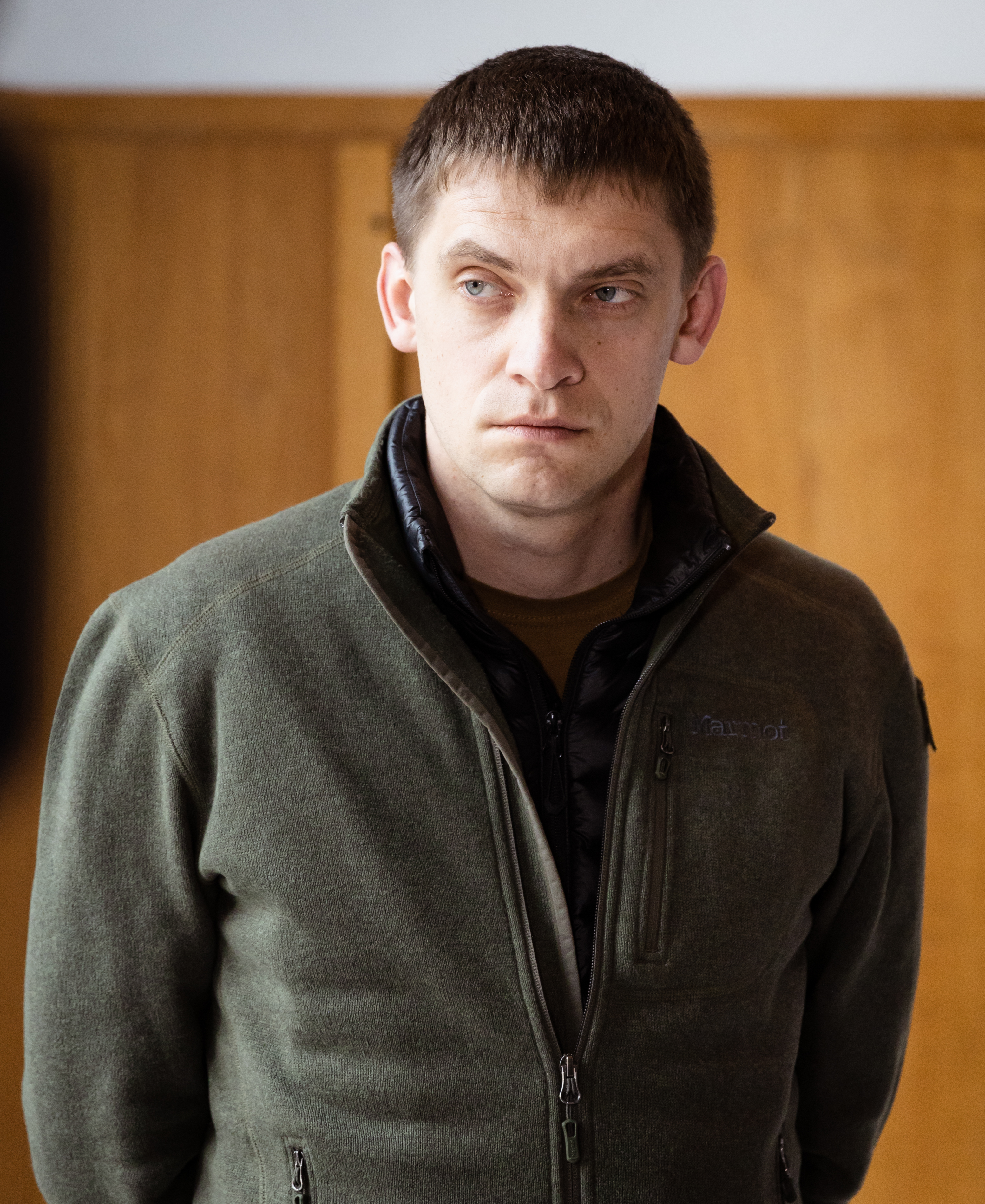
Iwan Fedorow (2022)

Iwan Serhijowytsch Fedorow (ukrainisch Іван Сергійович Федоров; geboren am 29. August 1988 in Melitopol, Ukrainische SSR) ist ein ukrainischer Politiker, der im Jahr 2020 zum Bürgermeister von Melitopol gewählt wurde und im Jahr 2022 nach der Invasion Russlands in die Ukraine und der Besatzung seiner Stadt entführt worden war. Er erhielt gemeinsam mit anderen den Sacharow-Preis 2022. Im Februar 2024 wurde er zum Gouverneur der Oblast Saporischschja ernannt.

## Leben
Im Jahr 2015 wurde er zum ersten stellvertretenden Vorsitzenden des Regionalparlaments der Oblast Saporischschja gewählt. Im Jahr 2020 trat er die Nachfolge von Serhij Minko als Bürgermeister von Melitopol an.

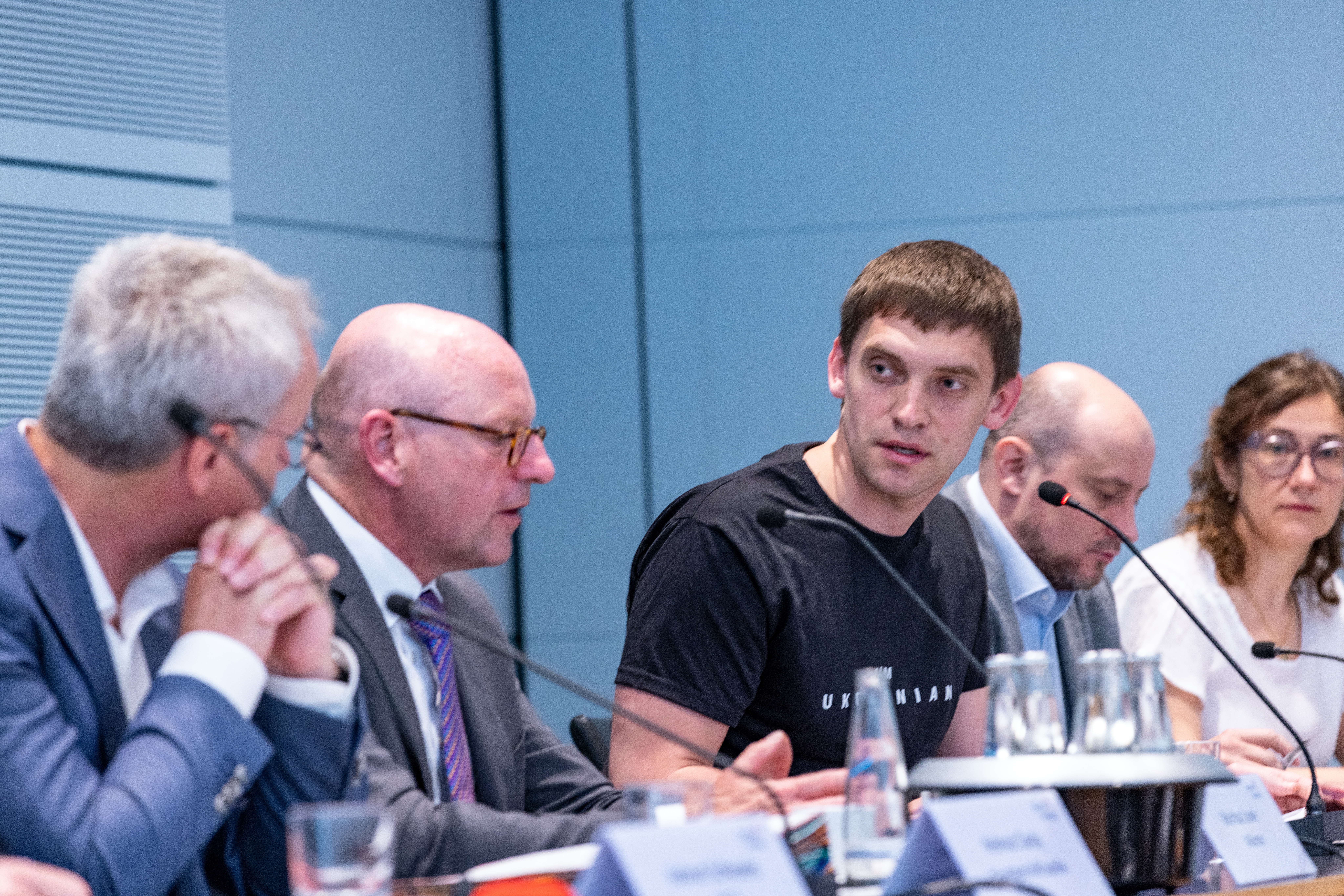
Iwan Fedorow beim Deutschen Städtetag in Berlin, Juni 2022

Am zweiten Tag der Invasion Russlands in die Ukraine wurde Melitopol von russischen Truppen eingenommen. Am 6. März 2022 wurde Fedorow vom ukrainischen Präsidenten Wolodymyr Selenskyj der Orden für Tapferkeit III. Klasse „für seinen bedeutenden persönlichen Beitrag zum Schutz der staatlichen Souveränität und territorialen Integrität der Ukraine, seinen Mut und sein selbstloses Handeln bei der Organisation der Verteidigung von Siedlungen vor russischen Invasoren während der Schlacht von Melitopol“ verliehen.
Am 11. März wurde Fedorow von den Besatzern gefangen genommen. Fedorow hatte sich zuvor geweigert, den Anweisungen der Besatzungstruppen zu folgen, die Demonstrationen, die sich im Zuge der Besatzung bildeten, zu verbieten. Nach seiner Gefangennahme wurde die ehemalige Stadträtin Halyna Danyltschenko von Russland als Statthalterin installiert. Sie gab am 13. März bekannt, ein Komitee zu gründen, das die Stadtleitung übernehmen solle, und rief die Bewohner auf, sich „an die neue Realität“ anzupassen. Zugleich verlangte sie, die Einwohner sollten nicht mehr gegen die russischen Besatzungstruppen demonstrieren. Präsident Selenskyj drohte der Statthalterin daraufhin mit dem Tod.
Fedorow saß sechs Tage im Untersuchungsgefängnis von Melitopol, ehe er im Zuge eines Gefangenenaustauschs für neun russische Kriegsgefangene freigelassen wurde. Eigener Aussage zufolge fragten ihn russische Geheimdienstmitarbeiter bei Vernehmungen während seiner Gefangenschaft nach der wirtschaftlichen und politischen Situation der Stadt. Außerdem wollten sie „wissen, wer die Führungspersönlichkeiten in der Stadt sind, welche Verleger und Journalisten es gibt. Sie fragten mich nach Leuten aus der Stadtverwaltung und aus meinem Team.“ Manches habe er „ihnen gesagt, anderes nicht“. „Vieles von dem, was sie wissen wollten“, wusste er „schlicht nicht“. So habe er keine Namen von ukrainischen Geheimdienstlern genannt, weil er keine kenne. Eigener Aussage zufolge wurde er nicht gefoltert, jedoch habe er Schreie der von der Straße aufgegriffenen [festgenommene Demonstranten] wahrgenommen, die von den russischen Besatzern beschuldigt wurden, „Agenten der Ukraine“ zu sein.
Während seiner Gefangenschaft eröffnete die Generalstaatsanwaltschaft der selbstproklamierten Volksrepublik Luhansk ein Strafverfahren gegen Fedorow mit der Begründung, dass er „der verbotenen nationalistischer Organisation Rechter Sektor bei der Begehung terroristischer Verbrechen gegen Zivilisten im Donbass finanzielle und andere Hilfe leistete“. Am 16. März wurde Fedorow im Austausch für neun russische Kriegsgefangene der Ukraine übergeben. Anschließend traf er sich mit dem ukrainischen Präsidenten Wolodymyr Selenskyj, ehe er sich in die Stadt Saporischschja begab, wo er seitdem mit der Regionalverwaltung zusammenarbeitet.

## Auszeichnungen
- 2022 Sacharow-Preis des Europäischen Parlaments[15]